# Jean-Blaise Martin
Jean-Blaise Martin (Parigi, 24 febbraio 1768 – Tourzel-Ronzières, 28 ottobre 1837) è stato un cantante lirico francese, la cui voce aveva uno speciale timbro fra il tenore e il baritono, che proprio da lui prese in seguito il nome di "baritono-martin".

## Vita e carriera
Martin iniziò a cantare pubblicamente fin da bambino, ma il suo debutto da professionista fu al Teatro Feydeau di Parigi nel 1789 con Le Marquis de Tulipano. In seguito studiò presso Madame Dugazon e debuttò all'Opéra-Comique nel 1794, cantandovi fino al 1823. Già nel 1801 era divenuto membro del comitato amministrativo del teatro. A partire dal 1825 e fino al 1837 insegnò al conservatorio di Parigi.